# South Holland (Lincolnshire)
South Holland is een Engels district in het shire-graafschap (non-metropolitan county OF county) Lincolnshire en telt 94.000 inwoners. De oppervlakte bedraagt 751 km². Hoofdplaats is Spalding.
Het district ligt in het vlakke, moerasachtige en agrarische gebied The Fens en grenst aan het estuarium The Wash.
Van de bevolking is 21,7% ouder dan 65 jaar. De werkloosheid bedraagt 2,2% van de beroepsbevolking (cijfers volkstelling 2001).

## Civil parishesin district South Holland
Cowbit, Crowland, Deeping St Nicholas, Donington, Fleet, Gedney, Gedney Hill, Gosberton, Holbeach, Little Sutton, Long Sutton, Lutton, Moulton, Pinchbeck, Quadring, Surfleet, Sutton Bridge, Sutton St Edmund, Sutton St James, Tydd St Mary, Weston, Whaplode.